# オスカル・フェルディナント・グリッペンベルク
オスカル・フェルディナント・カジミーロヴィチ・グリッペンベルク（ロシア語: Оскар-Фердинанд Казимирович Гриппенбергオースカル・フィルヂナーント・カズィミーラヴィチュ・グリッピンビェールク, ロシア語ラテン翻字: Oskar-Ferdinand Kazimirovich Grippenberg, 1838年1月1日 - 1915年12月25日）は、ロシア帝国の軍人。トルキスタン遠征、露土戦争に従軍したほか、日露戦争では黒溝台会戦での攻勢で日本軍を窮地に追い込んだ。

## 経歴
バルト・ドイツ人の家庭にサンクトペテルブルクで生まれる。軍歴の最初は1854年のクリミア戦争への従軍。1863年‐64年、ポーランド反乱（一月蜂起）鎮圧に従軍。1867年から中央アジア（トルキスタン）遠征に従軍、ブハラ攻略戦に参加。1870年、第17狙撃兵大隊長。1872年、第2近衛狙撃兵大隊長。1877年の露土戦争にモスクワ近衛連隊長として従軍、孤立無援な状況でトルコ軍の度重なる反撃を撃退して武名を挙げ、受勲多数。1888年、近衛第1歩兵師団第1旅団長。1890年、少将に昇進し近衛第1歩兵師団長。1900年、中将となり第6軍団長。翌年からヴィレンスク軍管区司令官。
1904年に日露戦争が始まりロシア軍が徐々に北方に追われると、ベテランの将軍として反攻を指揮するべく11月に満洲に派遣された。軍を閲兵して自信を深めたグリッペンベルクは「後退は許さない」と訓示して全軍で反転攻勢に転じるつもりであったが、実際はロシア満洲軍総司令官アレクセイ・クロパトキンが依然大きな指揮権を有しており、全軍の一部の第2軍の指揮ができたのみであった。酷寒と補給の不足で戦線が停滞していた中、1905年1月25日にグリッペンベルクが渋るクロパトキンを押し切って開始した攻勢（黒溝台会戦）は日本軍を窮地に追い込むが、1月29日になって突然第2軍は退却を命じられた。この戦いの後グリッペンベルクは病気を理由に本国に辞意を打電、皇帝ニコライ2世に折り返し真意を尋ねられると、無制限の指揮権が与えられなかったことへの憾みを上申した。ニコライはグリッペンベルクに帰国を許し、感謝の意を述べた。折しもロシア本国では血の日曜日事件が発生して世情が騒然としており、共産主義者たちは将軍同士の不和を政府の無能の結果として攻撃した。
サンクトペテルブルクに帰還直後の1905年6月に歩兵総監に任命され、歩兵の射撃操典改正に力を入れた。しかし健康状態が悪化したため1906年3月23日をもって退役。1908年にクロパトキンが出版した日露戦争についての回顧録の内容に関して、責任の所在をめぐって彼と紙上で論争を繰り広げた。
1914年7月まで枢密院議員を務める。1915年、サンクトペテルブルクで死去し、ツァールスコエ・セロー（現プーシキン市。サンクトペテルブルク近郊）の墓地に埋葬された。77歳没。